# Edward Colston (Politiker, 1786)
Edward Colston (* 25. Dezember 1786 bei Winchester, Virginia; † 23. April 1852 im Berkeley County, Virginia) war ein US-amerikanischer Politiker. Zwischen 1817 und 1819 vertrat er den Bundesstaat Virginia im US-Repräsentantenhaus.

## Werdegang
Edward Colston genoss zunächst eine private Schulausbildung. Danach studierte er bis 1806 am Princeton College. Nach einem anschließenden Jurastudium und seiner Zulassung als Rechtsanwalt begann er in diesem Beruf zu arbeiten. Gleichzeitig schlug er als Mitglied der Föderalistischen Partei eine politische Laufbahn ein. Zwischen 1812 und 1835 saß er mehrfach im Abgeordnetenhaus von Virginia. Er nahm auch am Britisch-Amerikanischen Krieg von 1812 teil.
Bei den Kongresswahlen des Jahres 1816 wurde Colston im zweiten Wahlbezirk von Virginia in das US-Repräsentantenhaus in Washington, D.C. gewählt, wo er am 4. März 1817 die Nachfolge von Magnus Tate antrat. Bis zum 3. März 1819 konnte er eine Legislaturperiode im Kongress absolvieren. Nach dem Ende seiner Zeit im US-Repräsentantenhaus setzte Colston seine politische Laufbahn auf lokaler Ebene fort. Von 1833 bis 1835 war er nochmals Mitglied des Staatsparlaments; in den Jahren 1844 und 1845 fungierte er als High Sheriff im Berkeley County im heutigen West Virginia. Er starb am 23. April 1852 auf seinem Anwesen Honeywood, wo er auch beigesetzt wurde.